# Кадар, Ян
Ян Када́р (словац. Ján Kadár; 1 апреля 1918[…], Будапешт — 1 июня 1979[…], Лос-Анджелес, США) — словацкий сценарист и режиссёр венгерского происхождения, работавший в Словакии, Чехии, США и Канаде. Большинство фильмов снял совместно с Эльмаром Клосом. Их дуэт получил премию «Оскар» за фильм «Магазин на площади» (словац. Obchod na korze, 1965). Будучи профессором FAMU в Праге, Кадар был наставником большинству представителей Новой волны шестидесятых.

## Биография
Кадар родился в Будапеште, столице Венгерского королевства, но вырос в Рожняве, Словакии, затем изучал право в университете Братиславы, пока не перевелся на Отделение кино в Школе Индустриальных искусств. Во время Второй мировой войны, его родной город стал частью Венгрии, где вводились законы против евреев, и Кадар попал в трудовой лагерь. После войны Кадар начал карьеру сначала в Братиславе с документального фильма «Жизнь поднимается из руин» (словац. Na troskách vyrastá život, 1945), стал коммунистом, сняв несколько идеологических фильмов, а затем переехал в Прагу. Начиная с 1952 года Кадар сотрудничал с Эльмаром Клосом. В 1968 году эмигрировал в США, где был режиссёром художественных и телефильмов, а также снимал кино в Канаде.

## Избранная фильмография
- Жизнь поднимается из руин (Na troskách vyrastá život, 1945)
- Они лично ответственны за преступления против человечности (Sú osobne zodpovední za zločiny proti ľudskosti!, 1946)
- Они лично ответственны за предательство народного восстания (Sú osobne zodpovední za zradu na národnom povstaní!, 1946)
- Катка (Katka, 1950)
- Похищение (Únos, 1952)
- Музыка с Марса (Hudba z Marsu, 1954)
- На конечной (Tam na konečné, 1957)
- Три желания (Tři přání, 1958)
- Смерть зовётся Энгельхен (Smrť sa volá Engelchen, 1963) — Золотой Приз III ММКФ.
- Обвиняемый (Obžalovaný, 1964)
- Магазин на площади (Obchod na korze, 1965)
- Наваждение по имени Анада (Túžba zvaná Anada, 1969)
- Ангел Левин (The Angel Levine, 1970)
- Ложь, которую сказал мне отец (The Lies My Father Told Me, 1976)
- Дело против Миллигана (The Case against Milligan, 1976)